# Steve Cutler (rugbista)
Stephen Arthur Geoffrey Cutler (Sydney, 28 luglio 1960) è un ex rugbista a 15 e dirigente d'azienda australiano, campione del mondo nel 1991 con gli Wallabies.

## Biografia
Cresciuto in un suburbio di Sydney, Cutler iniziò la pratica del rugby a 8 anni; praticò anche atletica leggera (salto in alto e 400 metri piani).
Come studi universitari, è laureato in economia agraria all'università di Sydney.
Nel 1980 debuttò in prima squadra nel Shute Shield nelle file del suo club, il Gordon, esordì in Nazionale australiana nel 1982 contro la Nuova Zelanda, e fece parte della squadra che conquistò il Grande Slam nel tour del Regno Unito nel 1984.
Prese parte alla prima Coppa del Mondo di rugby, che si tenne in Australia e Nuova Zelanda nel 1987; quattro anni dopo fece parte della selezione australiana che vinse la Coppa del Mondo di rugby 1991 in Inghilterra, anche se scese in campo in un solo incontro, nella fase eliminatoria contro Samoa, che fu anche il suo ultimo match internazionale.
Dopo la fine della carriera agonistica ha intrapreso l'attività dirigenziale; attivo nel settore medico-farmaceutico, è stato direttore esecutivo per il Regno Unito della Quintiles e, più recentemente, vice presidente della multinazionale statunitense Kendle.

## Palmarès
- Coppe del mondo: 1
Australia: 1991